# Cyclaspis purpurascens
Cyclaspis purpurascens is een zeekommasoort uit de familie van de Bodotriidae. De wetenschappelijke naam van de soort is voor het eerst geldig gepubliceerd in 1964 door Gamo.